# Халкедонські церкви
Халкедонські церкви — церкви, які взяли участь у Халкідонському соборі 451 року та прийняли його рішення про природу Ісуса Христа.
Халкедонський собор, засудивши несторіанство та монофітство, як єресі, ще раз підтвердив досконалість обох природ Христа: Божественну і Людську. Було виголошено, що по Божеству — Він вічно народжується від Отця, за мирським єством — Він народився від Пресвятої Діви і в усьому подібний людям, крім гріха.
«Нехалкідонські» церкви історично отримали назву «Давніх Східних Церков» через своє поширення на східних кордонах імперії та в сусідніх державах на Сході та на Півдні. Ці церкви фактично відокремились від основної церкви з центрами у Константинополі та Римі ще до Халкідонського собору 451 року. Фактично вони, без формальних декларацій, припинили брати участь у Вселенських соборах, що збиралися під протекцією Римської імперії.